# Artiom Goloubev
Artiom Valeriévitch Goloubev (en russe : Артём Валерьевич Голубев) est un footballeur russe né le 21 janvier 1999 à Volgograd. Il évolue au poste de milieu de terrain ou de défenseur au FK Oufa.

## Biographie

### Carrière en club
Natif de Volgograd, Artiom Goloubev intègre dans un premier temps les équipes de jeunes du club local du Olimpia Volgograd avant de rejoindre le centre de formation du FK Krasnodar à l'âge de 11 ans. Il y effectue par la suite ses débuts professionnels en troisième division sous les couleurs du club-école du FK Krasnodar-2 le 16 mai 2018 contre l'Afips Afipski.
Devenant par la suite un titulaire régulier de la deuxième équipe durant la saison 2018-2019 en deuxième division, Goloubev connaît en parallèle quelques passages avec l'équipe première où il fait ses débuts en première division le 2 décembre 2019 face à l'Oural Iekaterinbourg et dispute quelques mois plus tard ses deux premiers matchs au niveau européen durant la phase finale de la Ligue Europa contre le Bayer Leverkusen et le Valence CF.
À la fin du mois de juillet 2019, Goloubev est envoyé au FK Oufa dans le cadre d'un prêt de deux saisons et apparaît par la suite de manière régulière au milieu de terrain où il alterne entre titularisations et entrées en jeu, disputant dix-neuf rencontres sur l'ensemble de l'exercice 2019-2020. Transféré par la suite définitivement au club au terme de l'exercice, il marque son premier but professionnel dès la deuxième journée de la saison 2020-2021 face à l'Arsenal Toula le 14 août 2020 et contribue à la victoire 3-2 des siens.

### Carrière internationale
Appelé dès 2015 au sein des sélections de jeunes de la Russie, Goloubev prend notamment part à la phase qualificative du championnat d'Europe des moins de 17 ans de 2016, étant à cette occasion buteur contre la Biélorussie le 5 octobre 2015, mais n'est cependant pas retenu pour la phase finale de la Coupe du monde des moins de 17 ans en 2015.
Il participe par la suite à deux autres campagnes de qualification pour les championnats d'Europe, d'abord pour les moins de 19 ans en 2017 puis les espoirs en 2020, cette dernière voyant la Russie finir première de son groupe et accéder à la phase finale.

## Statistiques
| Saison                | Club                  | Championnat           | Championnat | Championnat | Coupe(s) nationale(s) | Coupe(s) nationale(s) | Compétition(s) continentale(s) | Compétition(s) continentale(s) | Compétition(s) continentale(s) | Total | Total |
| Saison                | Club                  | Division              | M.          | B.          | M.                    | B.                    | Comp.                          | M.                             | B.                             | M.    | B.    |
| 2017-2018             | FK Krasnodar-2        | D3                    | 1           | 0           | -                     | -                     | -                              | -                              | -                              | 1     | 0     |
| 2018-2019             | FK Krasnodar-2        | D2                    | 32          | 0           | -                     | -                     | -                              | -                              | -                              | 32    | 0     |
| 2018-2019             | FK Krasnodar          | D1                    | 2           | 0           | 1                     | 0                     | C3                             | 2                              | 0                              | 5     | 0     |
| 2019-2020             | FK Krasnodar-2        | D2                    | 4           | 0           | -                     | -                     | -                              | -                              | -                              | 4     | 0     |
| 2019-2020             | FK Oufa (prêt)        | D1                    | 19          | 0           | 1                     | 0                     | -                              | -                              | -                              | 20    | 0     |
| 2020-2021             | FK Oufa               | D1                    | 26          | 1           | 4                     | 0                     | -                              | -                              | -                              | 30    | 1     |
| 2021-2022             | FK Oufa               | D1                    | 23          | 0           | 1                     | 0                     | -                              | -                              | -                              | 24    | 0     |
| 2022-2023             | FK Oufa               | D2                    | 19          | 1           | 3                     | 0                     | -                              | -                              | -                              | 22    | 1     |
| Total sur la carrière | Total sur la carrière | Total sur la carrière | 126         | 3           | 10                    | 0                     | -                              | 2                              | 0                              | 138   | 3     |